# Oryctes sahariensis
Oryctes sahariensis är en skalbaggsart som beskrevs av De Miré 1960. Oryctes sahariensis ingår i släktet Oryctes och familjen Dynastidae. Inga underarter finns listade i Catalogue of Life.